# 엘리자베스 1세 시절의 청교도 역사
엘리자 베스 1세 시절의 청교도 역사 ( History of the Puritans under Elizabeth I )는 1558년에서 1603년 기간 동안의 영국에서 일어난 청교도 운동의 역사를 말한다.  특히, 이 기간동안, 영국 국교회와의 충돌과, 사법적인 방편을 통해, 1590년대에 일어난, 정치적 운동을 통한 일시적이며 효과적인 진압에 대한 사건도 있었다.  제임스 1세 (잉글랜드)와 찰스 1세의 통치동안에 17세기에서도 국교회와 청교도들 간의 분리작업이 진행된 전초 과정이기도 하다.  이후 영국 시민혁명(1642-1651)과 올리버 크롬웰(1653-1658), 영국 합중국 (1649-1660)의 과정을 통해 영어권 국가들에게 정치적, 종교적, 시민적 자유를 결과적으로 가져오도록 만들었다.  영국의 청교도 운동은 엘리자베스 1세 기간 동안 영국 국교회의 개혁작업을 추구하였고, 로마 가톨릭의 영향을 제거하였을 뿐만 아니라, 영국 왕권의 국내적 관심과 영국 국민들이 통일된 프로테스탄트 고백서에 복종하게 함으로 성경과 개혁주의 신학에 따르게 하였다.  엘리자베스 1세 시대에 있었던 청교도의 열망은 웨스트민스터 총회에서 웨스트민스터 신앙고백, 웨스트민스터 소요리문답, 웨스트민스터 대요리문답,  공동 예배서를 탄생시켰다.  

## 대주교매슈 파커(1559-1575)

### 1572 의회에 대한 훈계와장로교주의에 대한 요구
1560년대 동안 영국의 프로테스탄트로의 복귀는 잠정적이며 대다수의 국민들은 가톨릭체제로 다시 돌아가기를 원했다.  1570년대에 일어났던 사건들로 결국에는 프로테스탄트가 공고하게 되는 계기가 되었다.
1. 북군의 반란에서 북쪽의 영주들은 반란을 일으켰고,  가톨릭으로의 복귀를 요구하였다.
2. 메리 여왕의 처형이후에, 교황 피우스 5세는 칙령을 발표하여, 엘리자베스여왕에게 순종하는 의무를 무효하였다.
3. 리돌피 음모는 엘리자베스 여왕을 스코틀랜드의 메리여왕으로 대체하려고 시도하였다.

이러한 가톨릭교도들의 반란에 대응하여 영국 정부는 몇가지 대책을 마련하여 정권에 프로테스탄트주의가 등장하도록 만들었다.
1. 모든 성직자들은 영국 성공회 39개조 신조를 따르도록 강요되었다.
2. 모든 평신도들은 성공회 기도서에 적어도 1년에 한번  가정에서 성찬을 하도록 강요되었다.
3. 만일 여왕이 이단 또는 분열주의자라고 말하면 반역및 모함행위가 되었다.

이러한 프로테스탄트를 선호하고, 가톨릭에 반대하는 성향에서, 청교도파들은 영국 국교회의 개혁을 보다 더 추구하였다.  존 폭스와 토머스 노튼은 에드워드 6세 시절 의회에 개혁안을 처음으로 상정하였다.  하지만 엘리자베스는 그 개혁안을 기각하였고, 1559년의 종교적 협정에 충실하라고 주장하였다.  반면에, 케임브리지 대학에서는 의복에 오랫동안 반대해온 토머스 카트라이트가 사도행전 강해를 하면서, 주교제도의 철폐와 장로교제도의 도입을 주장하였다.  
청교도들은 주교가 의복논쟁과 성직자의 39개조항 준수의무에 대하여 당황해하고 있었다.  
한편, 케임브리지 대학에서는 부학장인 존 휘트기프트가 토머스 카트라이트에 저항하여 1571년 그의 교수직을 박탈하였다. 
이쯤에, 1572년에는 토머스 윌콕스와 존 필드 (청교도인)는 '의회에 대한 훈계'를 작성하여 최초의 청교도적 표현을 하였다.  